# El Cerro del Aripo
El Cerro del Aripo è il punto più elevato di Trinidad e Tobago, con un'altitudine di 940 metri s.l.m.. La montagna si trova nella regione settentrionale dell'isola di Trinidad, nei pressi della città di Arima.